# Milino Selo (Lukavac, BiH)
Milino Selo je selo u općini Lukavac.
Nalazi se na padinama planine Ozren, oko 3 km sjeverno od Mosorovaca i Modračkog jezera. Tijekom ratnih zbivanja u Bosni i Hercegovini ovo naselje je pretrpjelo značajna materijalna i ljudska stradanja, zbog neposredna blizine linije razdvajanja Armije BiH i oružanih snaga VRS. Tijekom operacija 1995. godine, selo kao i najveći dio planine Ozren zauzele su snage Armije BiH, kada je isto spaljeno i opljačkano, a do tada domicilno srpsko stanovništvo protjerano[nedostaje izvor].